# Radolfzell am Bodensee
Radolfzell am Bodensee város Németországban, Baden-Württembergben, a Boden-tó partján. Konstanz kerület harmadik legnagyobb városa (Konstanz és Singen után).

## Fekvése
Freiburg közelében található. Fontos vasúti csomópont.

## Városrészei
A következő településeket beolvasztattak Radolfzellba:
| Böhringen    | Böhringen    |
| Güttingen    | Güttingen    |
| Liggeringen  | Liggeringen  |
| Markelfingen | Markelfingen |
| Möggingen    | Möggingen    |
| Stahringen   | Stahringen   |

## Története
826-ban alapította a veronai Radolf püspök, Jézus Krisztusnak ajánlva a várost, amely nevét is a püspökről kapta.
1100 körül a település már pénzt veretett. 1267-ben városi rangot kapott. Ekkor 3 tornyot és a város falát is már építették. 1455-ben Elő-Ausztria része lett.
1806-ban a város a Württembergi Királyság része, majd 1810-től a Badeni Nagyhercegségé.

## Lakosság
| Év                    | Lakosság (fő) |
| --------------------- | ------------- |
| 1812                  | 1.053         |
| 1825                  | 1.127         |
| 1833                  | 1.194         |
| 1855                  | 1.336         |
| 1861                  | 1.493         |
| 1871. december 1.     | 1.556         |
| 1880. december 1. ¹   | 2.056         |
| 1900. december 1. ¹   | 4.160         |
| 1910. . december 1. ¹ | 6.011         |
| 1925. június 16. ¹    | 7.026         |
| 1933. június 16. ¹    | 7.467         |

| Év                     | Lakosság (fő) |
| ---------------------- | ------------- |
| 1939. május 17. ¹      | 8.044         |
| 1950. szeptember 13. ¹ | 9.712         |
| 1961. június 6. ¹      | 13.607        |
| 1970. május 27. ¹      | 15.692        |
| 1975. december 31.     | 23.274        |
| 1980. december 31.     | 23.709        |
| 1987. május 27. ¹      | 25.051        |
| 1990. december 31.     | 26.476        |
| 1995. december 31.     | 28.089        |
| 2000. december 31.     | 28.862        |
| 2005. december 31.     | 30.252        |

¹ Népszámlálás

## Polgármesterek
| Név                 | Hivatali ideje |
| ------------------- | -------------- |
| Anton Leibes        | 1793-1808      |
| Josef Hermanuz      | 1808-1814      |
| Max Frey            | 1815-1816      |
| Peter Mayer         | 1817-1822      |
| Josef Grüner        | 1823-1825      |
| Anton Spachholz     | 1825-1838      |
| Johann Baptist Mohr | 1838-1851      |
| Josef Spachholz     | 1851-1852      |
| Johann Häusler      | 1852-1864      |
| Johann Drescher     | 1864-1865      |
| Dominik Noppel      | 1866-1867      |

| Név                 | Hivatali ideje |
| ------------------- | -------------- |
| Josef Anton Vogt    | 1867-1880      |
| Konstantin Noppel   | 1880-1891      |
| August Sommer       | 1891-1894      |
| Franz Mattes        | 1894-1902      |
| Heinrich Riedlinger | 1902-1911      |
| Otto Blesch         | 1911-1934      |
| Eugen Speer         | 1934-1935      |
| Josef Jöhle         | 1935-1942      |
| August Kratt        | 1942-1945      |
| Otto Blesch         | 1945           |
| Wilhem Gohl         | 1945-1955      |

| Név              | Hivatali ideje |
| ---------------- | -------------- |
| Hermann Albrecht | 1955-1968      |
| Fritz Riester    | 1968-1976      |
| Günter Neurohr   | 1976-2000      |
| Dr. Jörg Schmidt | 2000 óta       |

## Testvértelepülések
- Franciaország Istres, 1974
- Svájc Amriswil, 1999

## Híres emberek
- Itt született Martin Waldseemüller térképész 1470 körül.